# Rhantus rugulosus
Rhantus rugulosus är en skalbaggsart som beskrevs av Régimbart 1899. Rhantus rugulosus ingår i släktet Rhantus och familjen dykare. Inga underarter finns listade i Catalogue of Life.